# Philips Stadion
A Philips Stadion a PSV Eindhoven labdarúgócsapatának 36 500 ülőhelyes stadionja.

## Története
1913. augusztus 13-án avatták fel. A stadion a Philips vállalat területén, a Philipsdorp elnevezésű helyen épült fel. Folyamatos bővítések után 1941-re a befogadóképesség a kezdeti 300 főről 18 000 főre növekedett. Ebben az évben építettek a küzdőtér köré atlétikai pályát is.
A második világháború végén egész Eindhoven nagy károkat szenvedett el, ez alól a stadion sem volt kivétel. Az újjáépítéskor további bővítéseket is tudtak végezni, így 1958-ra már 22 000 férőhelyessé vált a stadion.

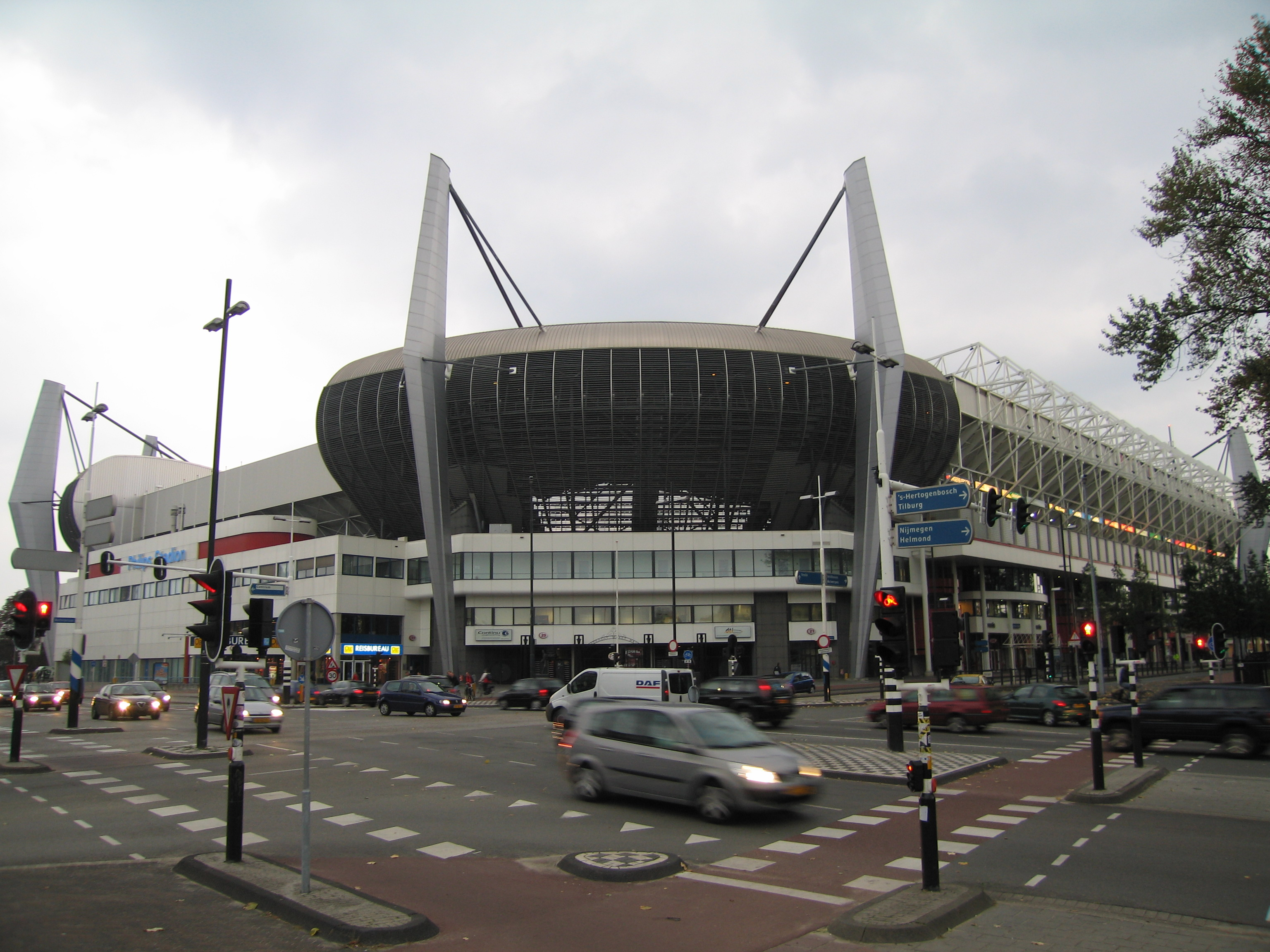
Utcanézet

1977-ben 5000 helyet építettek a főtribünhöz, a teljesen új déli lelátót 1988-ban adták át, 1996-ban pedig a 10 000 férőhelyes északi oldali lelátót. A stadion tehát fokozatos bővülésekkel érte el mai befogadóképességét.
Noha nem számít nagy stadionnak, mégis helyszíne lehetett a 2000-es Európa-bajnokságnak. Az UEFA négycsillagos stadionnak minősítette, vagyis alkalmas UEFA-kupa-döntő rendezésére, itt rendezték a 2006-os finálét is.

## Külső hivatkozások
- Philips Stadion website